# A.S.D. Mori Santo Stefano
Associazione Sportiva Dilettantistica Mori Santo Stefano, thường được gọi là Mori S. Stefano, là một câu lạc bộ bóng đá Ý có trụ sở tại Mori, Trentino, Trentino-Alto Adige.

## Lịch sử

### Thành lập
Câu lạc bộ được thành lập vào năm 1989 sau khi sáp nhập Unione Sportiva Mori (thành lập năm 1945) và Gruppo Sportivo Santo Stefano (thành lập năm 1961).

### Serie D
Trong mùa giải 2013-14, đội đã được thăng hạng lần đầu tiên, từ Eccellenza Trentino-Alto Adige đến Serie D. Tuy nhiên, câu lạc bộ xuống hạng liên tiếp vào năm 2015 và một lần nữa vào năm 2016.

## Màu sắc và huy hiệu
Màu sắc của đội là vàng, xanh lá cây và đen.